# Dorst
Pour les articles homonymes, voir Dorst (homonymie).
Dorst est un écart de la commune française de Walschbronn, dans le département de la Moselle.

## Histoire
Du point de vue administratif, Dorst est une annexe de la commune de Walschbronn, dans le canton de Breidenbach de 1790 à 1801, puis est passé dans celui de  Volmunster. Du point de vue spirituel, le village est une annexe de la paroisse de Walschbronn, passé avec celle-ci dans l'archiprêtré de Volmunster en 1802.

## Lieux et monuments

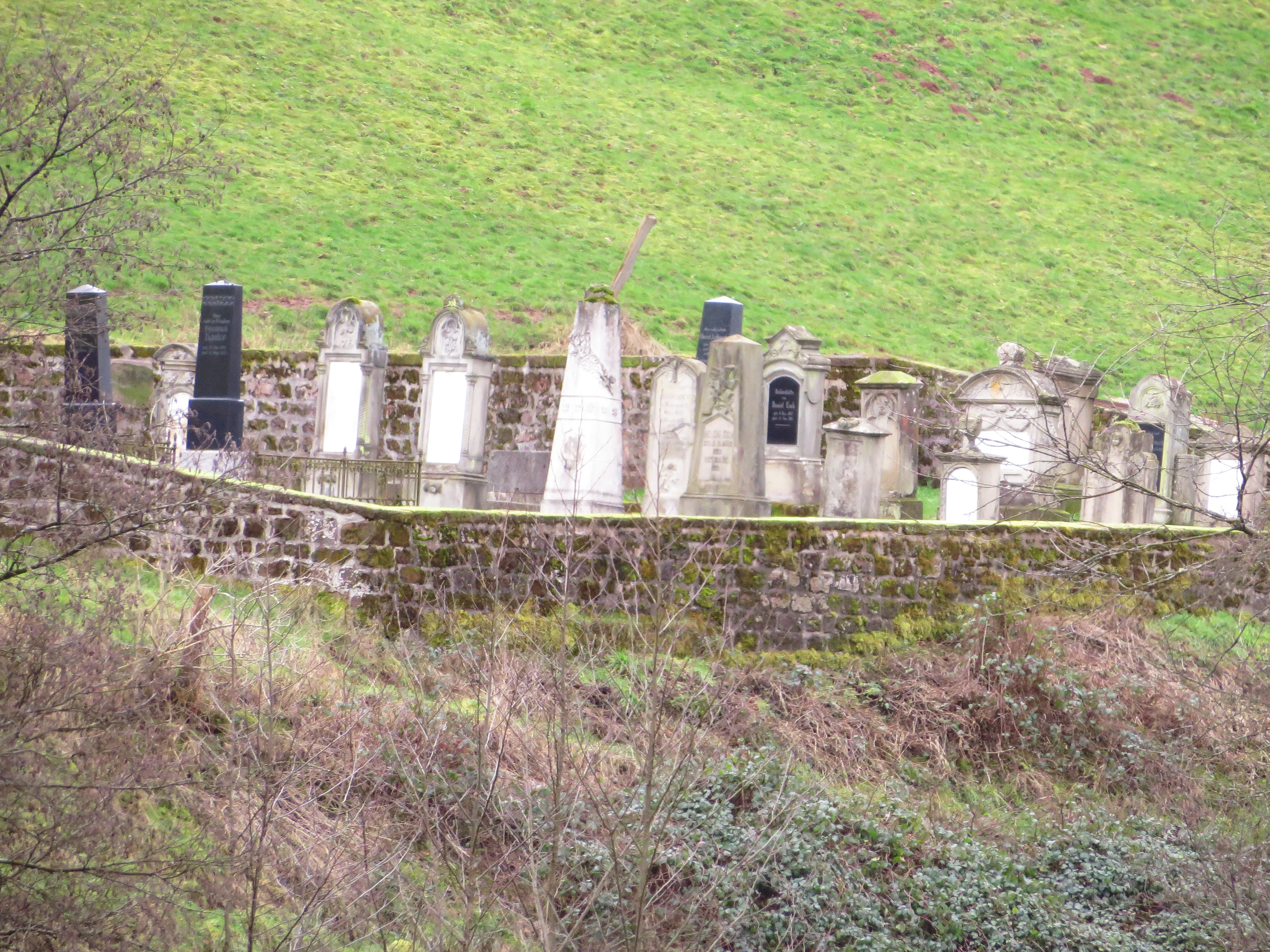
Cimetière mennonite.

Le cimetière mennonite, situé à l'écart du hameau, renferme encore plusieurs tombes du XIXe siècle, toutes conçues selon les mêmes principes : un recours abondant à un riche décor d'inspiration végétale, l'absence de croix, et de larges emprunts à la Bible. Une stèle, élevée en 1871 pour Joseph Haufer, fermier à Dorst, est décorée à la face d'une main tenant un bouquet de roses et d'une lourde grappe de raisins issue d'une palmette.

## Sources
- Les moulins et scieries du Pays de Bitche, Joël Beck, 1999.
- Le Pays de Bitche 1900-1939, Joël Beck, 2005.